# Tillandsia 'Bacchus'
Tillandsia 'Bacchus' es un cultivar híbrido del género Tillandsia perteneciente a la familia Bromeliaceae.
Es un híbrido creado con las especies Tillandsia capitata × Tillandsia flabellata.